# Eduardo Benot Rodríguez
Eduardo Benot Rodríguez (Cadis, 26 de novembre de 1822 - Madrid, 1907), polític, escriptor, matemàtic, filòleg, lingüista i lexicògraf espanyol, pertanyent a la Generació del 68.

## Biografia
El seu pare, Julián Bernardo Benot, originari de Cuneo (Piemont), va ser un oficial de l'exèrcit de Napoleó Bonaparte que es va establir a Cadis després de la Guerra del Francès, i la seva mare, María dels Dolores Rodríguez de Vicherón, una poetessa noble nascuda a Chiclana de la Frontera. De naturalesa malaltissa, ja amb 22 anys era professor de filosofia i lògica al Col·legi San Felipe Neri, fundat per Alberto Lista i a l'oratori del qual es va promulgar la Constitució espanyola de 1812. El 1851 fundaria la Sociedad de la Juventud Perpetua, de caràcter filosòfic i literari, alhora que presentava alguns dels seus treballs a l'Acadèmia de Ciències Exactes, Físiques i Naturals de la que en serà numerari, i a l'Observatori de Marina de San Fernando. En lingüística també va compondre Arquitectura de las lenguas, on s'anticipava a alguns postulats de Ferdinand de Saussure.
El seu pensament polític, netament progressista a l'Espanya d'aleshores, fou proclamat a través de diversos diaris, segons Manuel Ossorio y Bernard: als gaditans El Defensor del Pueblo i La Alborada; a La Discusión (d'abast nacional, òrgan del Partit Republicà Democràtic Federal), en La Europa (1874, on hi col·laboraven Victor Hugo, Alfred Naquet, Pi i Margall, Estanislau Figueras, etc.), en La Vanguardia de Madrid; en La Ilustración Artística i El Gato Negro de Barcelona, en La Igualdad (1868) i La República Ibérica (1870) de Madrid, en Revista Contemporánea, etc.
Des de molt jove va ingressar en el Partit Republicà Democràtic Federal, prenent part activa en els esdeveniments revolucionaris de la Vicalvarada de 1854 i de 1856; no obstant això, transcorregut el bienni progressista es va apartar de la vida política durant alguns anys. Després de la Revolució de 1868, iniciada precisament en Cadis, va ser proclamat vocal de la Juntes revolucionàries municipal i provincial; en les eleccions generals espanyoles de 1869 fou escollit Diputat al Congrés (del qual en seria Secretari) per la circumscripció de Jerez de la Frontera disputant l'escó al General Prim, del Partit Monàrquic: des de llavors, en què fixaria la seva residència a Madrid definitivament, es va convertir en estret col·laborador de Francesc Pi i Margall.
El 1872 fou escollit senador per Girona (actuaria així mateix com a Secretari de la Cambra alta), i va elaborar el missatge de contestació de les Corts espanyoles al que redactà Amadeu de Savoia després de la seva abdicació. Després d'aquest esdeveniment va ser nomenat secretari de l'Assemblea Nacional, destacant en aquesta època l'abolició de l'esclavitud a Puerto Rico (1873). Proclamada la Primera República va ser designat Ministre de Foment i redactor del contraprojecte de Constitució federal en oposició al projecte d'Emilio Castelar.
En l'àmbit laboral va ser el propulsor i redactor de la Llei de 24 de juliol de 1873 sobre regularització del treball en els tallers i la instrucció a les escoles dels nens obrers de tots dos sexes, més coneguda per la Llei Benot, mitjançant la qual es va pretendre atendre amb urgència a la protecció dels menors des d'un punt de vista legislatiu; es tracta d'una norma qualificada com una Llei molt audaç per a l'època en què va ser promulgada Encara que era un text legal dirigit als nens de tots dos sexes, pot ser així mateix considerada com la primera iniciativa legislativa sobre protecció de la dona treballadora adoptada a Espanya, ja que va regular la jornada laboral i el treball nocturn fins als disset anys, així com l'assistència a l'escola per a totes les nenes fins als catorze anys.
Després del cop d'estat del general Pavía, que va posar fi a la Primera República es va exiliar a Lisboa, on va mantenir estrets contactes amb republicans espanyols, francesos i portuguesos, fins que el govern lusità el va expulsar del seu territori tornant a Madrid. Llavors el Partit Republicà s'havia escindit en dos corrents i s'incorporà al federalista. Des de 1880 va viure allunyat de la política i dedicat als seus treballs científics, si bé reprendria l'activitat pública el 1893 en contra de la seva voluntat, any en què seria de nou escollit Diputat, aquesta vegada per Madrid. A la mort de Pi i Margall (1901) seria escollit President del Partit Republicà Federal.

## Obres

### Matemàtiques i Física
- Aritmética general, Madrid: Mariano Núñez Samper, ca. 1895, 4 tomos en dos vols.
- Sistema métrico: complemento á la aritmética general Madrid: Mariano Nuñez Samper, Editor, ca. 1895-1900
- Movilización de la fuerza del mar, o Aprovechamiento de los motores irregulares, como las mareas y las olas por el intermedio del aire comprimido, con varias aplicaciones. Memorias de la R.A. de Ciencias Exactas, Físicas y Naturales de Madrid, tomo IX. Madrid: Imprenta de la Viuda e hijo de D. Eusebio Aguado, 1881.

### Lingüística
- Los casos y las oraciones. Madrid: Sucesores de Hernando, 1914.
- Arquitectura de las lenguas Madrid: Pedro Nuñez, c. 1890, tres tomos.
- Arte de hablar: gramática filosófica de la lengua castellana Madrid: Sucesores de Hernando, 1910; también Madrid: Suc. de Hernando, 1921; Buenos Aires: Edic. Anaconda, 1945; Barcelona: Anthropos, 1991, con introducción de Ramón Sarmiento)
- Breves apuntes sobre los casos y las oraciones: preparatorios para el estudio de las lenguas, Madrid: Librería de la Viuda de Hernando y Comp.ª, 1888; también Madrid: Sucesores de Hernando, 1910, 1923, 1928 y 1933; Madrid: Hijos de Tello, 1914; Granada: La Vela, 2000, estudio introductorio, Manuel Peñalver Castillo; México: UNAM, 2001 edición y estudio de Juan M. Lope Blanch.
- Examen crítico de la acentuación castellana Madrid: Librería de la Viuda de Hernando y Cía., 1888
- Los duendes del lenguaje. Obra póstuma de D. Eduardo Benot Madrid: Mariano Sánchez editor librero, 1908.
- Prosodia castellana y versificación Madrid: Juan Muñoz Sánchez editor, 1892 (Imprenta de Pedro Nuñez), 3 vols.; reimpreso en Sevilla: Padilla Libros, 2003
- "Qué es hablar", en Discursos leídos ante la Real Academia Española en la recepción pública de... el día 14 de abril de 1889 Madrid: Imprenta de la Viuda de Hernando y Compañía, 1889.
- "El análisis atomístico-gramatical", en La España Moderna, 16, 1904, n. 57-71.
- "Estudio aislado de las palabras", en La España Moderna, 16, 1904, n. 88-89.
- "Signo de pasiva se", en La España Moderna, 16, 1904.
- "Uso de los modos y los tiempos", en La España Moderna, 16, 1904, n. 55-67
- Copia del proyecto de gramática para examen del señor Menéndez Pelayo, manuscrito anónimo inédito de la Biblioteca Menéndez Pelayo atribuido con fundamento a Benot por Mesa.

### Didàctica
- Cuadros sinópticos para facilitar la traducción al francés de las voces castellanas "al, algo, aquel, aquella, del, él, esa..." dictados por J. Troullioud...; precedidos de un prólogo por Don Eduardo Benot. Madrid : Hernando y Cia., 1900
- Errores en materia de educación y de instrucción pública Cádiz, 1862 (Imp. de la Revista Médica); segunda edición Madrid, 1897; tercera 1899 (Hernando y Cía.)
- Ollendorff reformado: gramática francesa, y método para aprenderla; Cádiz, 1858; Cádiz: Verdugo Morillas, 1864; después Madrid: Hernando, 1877, 1898, 1903, 1908, 1914, 1923, 1926, 1940.
- Ollendorff reformado: Gramática inglesa y método para aprenderla Madrid: Hernando, 1878, 1898, 1904, 1911, 1922, 1929
- Ollendorff reformado: Gramática italiana y método para aprenderla Cádiz: Verdugo Morillos y Compañía, 1864; después Madrid: Hernando, 1928
- Epítome del primer curso de francés Madrid, 1887 (Imp. de la Viuda de Hernando)
- Gramática francesa y método para aprenderlaMadrid: Librería de Perlado, Páez y Compañía, 1920
- Gramática italiana Cádiz, 1860 (Imprenta y Litografía de la Revista Médica)
- Gramática italiana y método para aprenderla: (Ollendorff reformado) Madrid: Libr. de los Sucesores de Hernando, 1911
- Método del Dr. Ollendorff para aprender a leer, hablar y escribir un idioma cualquiera adaptado al francés: para uso de los alumnos del Colegio de S. Felipe Neri de Cádiz Cádiz: Imprenta y Librería de la Revista Médica, 1856
- Método del Dr. Ollendorff para aprender a leer, hablar y escribir un idioma cualquiera adaptado al inglés para uso de los alumnos del Colegio de S. Felipe Neri de Cádiz, clave de los temas o correcta versión al inglés de los ejercicios. Cádiz: Revista Médica, 1853
- Métodos para aprender la lengua francesa Madrid: Librería de la Viuda de Hernando y Cía., 1886-1888
- Nociones de Gramática práctica de la Lengua Castellana: con cien ejercicios de composición Madrid, 1903 (Imprenta Alemana)
- Nuevo método del Dr. Ollendorff para aprender á leer, hablar y escribir un idioma cualquiera adaptado al francés Cádiz, 1854 (Imprenta Gaditana, a cargo de Enrique Otero)
- Programa del primer curso de francés Madrid, 1887 (Imp. de la Viuda de Hernando y Cª)
- Programas del segundo curso de francés Madrid: Hernando, 1888
- Versiones francesas recopiladas de los mejores hablistas, Madrid: Viuda de Hernando y cia, 1889

### Diccionaris
- Diccionario de asonantes i consonantes Madrid: Juan Muñoz Sánchez, s. a. (1893)
- Diccionario de frases rimadas: ... echas... expresiones familiares, fórmulas usuales,... modismos, etc. Prólogo presentación de Joaquín Gil. Buenos Aires: "El Ateneo", 1941
- Diccionario de ideas afines y elementos de tecnología Con un prólogo... de Alfonso López Miranda. Buenos Aires: Anaconda, 1942
- Diccionario de ideas afines y elementos de tecnología compuesto por una sociedad de literatos bajo la Dirección de D. Eduardo Benot. Madrid: s. n., s. a. (Imprenta de Pedro Núñez)

### Assaig
- En el umbral de la ciencia: temas varios Madrid, 1889 (Imp. de la Viuda de Hernando y Cía.)
- Estudio acerca de Cervantes y el Quijote Madrid: Idamor Moreno, 1905
- "Estudio preliminar" a Guillermo Shakespeare, Obras dramáticas; versión castellana de Guillermo Macpherson. Madrid: Perlado, Páez y Cª, Sucesores de Hernando, 1885-1912.
- Patria Madrid: Fortanet, 1890

### Poesia
- España: Poesías Madrid: Idamor Moreno, 1905

### Mètrica
- Prosodia castellana y versificación Madrid: Juan Muñoz Sánchez editor, ca. 1895 (Imprenta de Pedro Nuñez), 3 vols.; reimpreso en Sevilla: Padilla Libros, 2003

### Teatre
- El muerto vivo: zarzuela en dos actos; música de Francisco de Asís Gil. Cádiz, 1850 (Imp. de la Revista Médica)
- Mi siglo y mi corazón. Drama.

### Varis
- Memoria sobre la limpia de la bahía de Cádiz y con más especialidad del caño del arsenal Cádiz, 1885 (Imp. de Federico Joly)
- Temas varios Madrid, 1884 (Tip. Manuel G. Hernández)

## BibliografiA
- Rafael Jiménez Gámez, La cuestión educativa en Eduardo Benot Cádiz: Diputación Provincial de Cádiz, 1985.
- Pedro M. Hurtado Valero, Eduardo Benot: una aventura gramatical Madrid: Verbum, 2002.
- María Antonia Martínez, Las ideas gramaticales de Eduardo Benot. Alicante: Secretariado de Publicaciones de la Universidad de Alicante, 1989
- María Antonia Martínez Linares, Sobre las "partes de la oración" y la teoría gramatical de Eduardo Benot (1822-1907) San Vicente del Raspeig: Publicaciones de la Universidad de Alicante, 2001.
- Manuel Ossorio y Bernard, Ensayo de un catálogo de perioidstas españoles del siglo XIX, Madrid, 1904, facsímil de Madrid: Ayuntamiento-Hemeroteca de Madrid, 2004.